# 缅甸树蛙
缅甸树蛙（学名：Zhangixalus burmanus）一种分布于缅甸北部、印度东北部、不丹及中国云南、西藏等地区的两栖动物，隶属于树蛙科张树蛙属。
本种最初发表时被视为大树蛙（Rhacophorus dennysii）的一个亚种，2009年法国学者将其提升为种，并将独龙树蛙（Rhacophorus taronensis）和贡山树蛙（Rhacophorus gongshanensis）认定为本种的次订同物异名，并对模式标本进行了再描述。其种加词“burmanus”意为“缅甸的”。

## 形态特征
缅甸树蛙体型中等，雄蛙体长54～72毫米，雌蛙体长66～82毫米。皮肤相对平滑，其身躯与四肢的背面散布着细小的疣状颗粒，这些颗粒在雄性个体上更为显著且密集，而在雌性个体上则相对稀疏。个体间的色斑差异颇为显著。背部一般呈现为黄绿色或翠绿色的底色，其间点缀着稀疏的棕色小点，有的个体上这些斑点很少甚至缺失；体侧则镶嵌着带有棕褐色边缘的乳白色大块斑点；腹部区域则呈现灰白色，其间混杂着棕灰色或浅黄色的细碎斑点。

## 保护
本种于2023年被收录入《有重要生态、科学、社会价值的陆生野生动物名录》。